# Cristo González Pérez
Cristo Ramón González Pérez (Santa Cruz de Tenerife, Tenerife, 24 de octubre de 1997), más conocido como Cristo, es un futbolista español que juega como delantero en el Umm-Salal S. C. de la Liga de fútbol de Catar.

## Trayectoria deportiva
Comenzó su carrera futbolística en las categorías inferiores del C. D. Tenerife. Tras debutar con el primer equipo, debutó la temporada 2014-15 con el primer equipo tinerfeñista en Segunda División. Debutó con el primer equipo del Tenerife con apenas 16 años pero no tuvo la continuidad necesaria y regresó al filial. En la temporada 2015-16 el C. D. Tenerife lo incluyó en su primera plantilla con ficha profesional.
En julio de 2017 el delantero tinerfeño, que estaba llamado a ser la próxima figura del Heliodoro, especialmente desde que se convirtiera en el goleador más joven de la historia del Tenerife, fue traspasado por cerca de 750 000€ al Real Madrid Club de Fútbol para incorporarse al equipo filial del conjunto blanco.
En la temporada 2018-19, exactamente el 31 de octubre, en el partido del Real Madrid Club de Fútbol contra la U. D. Melilla, fue convocado con el primer equipo, en los dieciseisavos de la Copa del Rey y logró su primer gol de cabeza rematando un centro de Álvaro Odriozola en el minuto 92.
En julio de 2019 abandonó el Real Madrid para jugar en el Udinese Calcio, que un mes después lo cedió a la Sociedad Deportiva Huesca hasta final de temporada. Tras haber vuelto a Italia al término de la cesión, en diciembre de 2020 fue prestado al C. D. Mirandés hasta junio de 2021, aunque no pudo jugar hasta enero cuando se iniciaba el periodo de traspasos. Las siguientes dos temporadas siguió jugando cedido en España, primero en el Real Valladolid Club de Fútbol y después en el Real Sporting de Gijón.
Tras todas estas cesiones, el 1 de julio de 2023 abandonó definitivamente el conjunto italiano para jugar en el F. C. Arouca portugués, equipo que se había clasificado para disputar la Liga Europa Conferencia de la UEFA. En poco más de un año, disputó 44 partidos en los que marcó 18 goles y dio diez asistencias. Se marchó en septiembre de 2024 al Al-Sadd S. C. a cambio de seis millones de euros, pudiendo incrementarse la cifra en otros tres millones. Firmó por cuatro años y en el segundo de ellos fue cedido al Umm-Salal S. C.

## Estadísticas

### Clubes
Actualizado al último partido jugado el 1 de septiembre de 2024.
| Club                            | País     | Año       | Categoría           | Partidos | Goles |
| ------------------------------- | -------- | --------- | ------------------- | -------- | ----- |
| C. D. Tenerife                  | España   | 2014-17   | Segunda B y Segunda | 53       | 5     |
| Real Madrid Castilla C. F.      | España   | 2017-19   | Segunda B           | 72       | 32    |
| Real Madrid C. F.               | España   | 2018-19   | Primera             | 4        | 1     |
| Udinese Calcio                  | Italia   | 2019-23   | Primera             | 1        | 0     |
| S. D. Huesca (cesión)           | España   | 2019-20   | Segunda             | 27       | 6     |
| C. D. Mirandés (cesión)         | España   | 2020-21   | Segunda             | 20       | 4     |
| Real Valladolid C. F. (cesión)  | España   | 2021-22   | Segunda             | 32       | 3     |
| Real Sporting de Gijón (cesión) | España   | 2022-23   | Segunda             | 37       | 6     |
| F. C. Arouca                    | Portugal | 2023-2024 | Primera             | 44       | 18    |
| Al-Sadd S. C.                   | Catar    | 2024-     | Primera             |          |       |
| Umm-Salal S. C. (cesión)        | Catar    | 2025-     | Primera             |          |       |

### Hat-tricks
| N.º | Fecha                  | Estadio                            | Partido                                                 | Goles | Resultado | Competición                |  |
| 1   | 8 de diciembre de 2018 | Estadio Alfredo Di Stéfano, Madrid | Real Madrid Castilla - U. D. San Sebastián de los Reyes |       | 3 - 2     | Segunda División B 2018-19 |  |

## Palmarés

### Títulos nacionales
| Título                  | Club          | País  | Año  |
| ----------------------- | ------------- | ----- | ---- |
| Liga de fútbol de Catar | Al-Sadd S. C. | Catar | 2025 |